# Lubimec (gmina)
Lubimec (bułg. Община Любимец) – gmina w południowej Bułgarii, w obwodzie Chaskowo.

## Miejscowości
Miejscowości wchodzące w skład gminy Lubimec:
- Arda (bułg. Aрда),
- Belica (bułg. Белица),
- Dybowec (bułg. Дъбовец),
- Georgi Dobrewo (bułg. Георги Добрево),
- Jerusalimowo (bułg. Йерусалимово),
- Lubimec (bułg. Любимец) – stolica gminy,
- Łozen (bułg. Лозен),
- Małko Gradiszte (bułg. Малко Градище),
- Orjachowo (bułg. Оряхово),
- Waskowo (bułg. Васково),
- Wyłcze pole (bułg. Вълче поле),